# Antíoco XIII Asiático

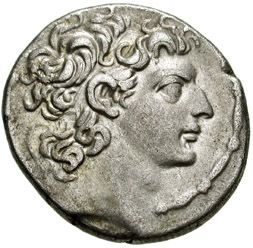
Tetradracma de Antíoco XIII

Antíoco XIII Asiático fue un rey seléucida entre los años 69-64 a. C.  Hijo de Antíoco X Éusebes y de una princesa ptolemaica Cleopatra Selene I, que actuó de regente del niño tras la muerte de su padre, entre 92 y 85 a. C.., tras la derrota de Tigranes II el Grande, Lucio Licinio Lúculo lo proclamó rey en Antioquía, como rey cliente. Sin embargo, Pompeyo lo depuso poco después, convirtiendo Siria en provincia romana. Se le suele considerar como el último de los seléucidas, pese a que Filipo II Filorromano reinó en parte de Siria después de él.